# 旧明斯特
旧明斯特（德語：Altmünster，發音：[ˈaltˌmʏnstɐ]）是奥地利上奥地利州格蒙登县的一个市镇，总面积78.93平方千米，2018年1月1日总人口为9,793人。